# Oscar Basso
Oscar Alberto Américo Basso (n. Buenos Aires, Argentina, 22 de abril de 1922 – † 25 de mayo de 2007) fue un futbolista argentino. Fue uno de los grandes zagueros centrales de la década del 40. Sobresalió en su época por pureza técnica y la limpieza para jugar. Era un defensor que no necesitaba de la violencia para evitar que el rival pasara.
Su nieto es Agustín García Basso, actual defensor de Racing Club.

## Historia
Sus destácadas virtudes eran la capacidad técnica para defender, su lealtad y limpieza. Quienes los vieron jugar lo recuerdan quitando y saliendo erguido, elegante, a buscar el mejor pase. Una encuesta, en su momento, lo destacó como el mejor futbolista extranjero que se recuerde en Brasil.
Surgió de las divisiones inferiores del Club Atlético Tigre, en donde debutó profesionalmente y exhibió su  extraordinaria técnica para luego pasar a River Plate.
Arribó a San Lorenzo de Almagro en 1944, siendo una de las grandes figuras en el campeonato obtenido de 1946.
Pasó al Inter de Milán en 1948 y luego a Botafogo, de Brasil. Compartió equipo junto a Nilton Santos. Terminó su carrera deportiva en Vasco da Gama.
Fue internacional con la Selección Argentina de fútbol. 
Su único título lo ganó con San Lorenzo, club en el que jugó 210 partidos, anotó 12 goles y se consagró campeón de Primera División en 1946.

## Trayectoria
| Club                   | País      | Período   |
| ---------------------- | --------- | --------- |
| Tigre                  | Argentina | 1941-1942 |
| River Plate            | Argentina | 1943      |
| San Lorenzo de Almagro | Argentina | 1944-1948 |
| Inter de Milán         | Italia    | 1949-1950 |
| San Lorenzo de Almagro | Argentina | 1951-1954 |
| Botafogo               | Brasil    | 1955-1957 |
| Vasco da Gama          | Brasil    | 1957-1959 |

## Futbolistas Argentinos Agremiados
Durante su época de jugador y, sobre todo, tras el retiro de la actividad, siempre luchó por los derechos de los jugadores de futbol, junto con Adolfo Pedernera, Fernando Bello y Vicente de la Mata, entre otros.
Dio forma a Futbolistas Argentinos Agremiados, entidad que presidió en tiempos en los que Oscar Nicolini, presidente de la AFA, firmó el primer convenio de trabajo con los futbolistas.